# Pomboa
Pomboa là một chi nhện trong họ Pholcidae.

## Các loài
Các loài trong chi này gồm:
- Pomboa cali Huber, 2000
- Pomboa pallida Huber, 2000
- Pomboa quindio Huber, 2000